# Тестування функції печінки
Тестування функції печінки (ТФП), також відоме як тестування гепатичної функції, є групою лабораторних тестів, що оцінюють функцію печінки. Ці тести широко використовуються для оцінки здоров'я та функціональності печінки, діагностики захворювань печінки, контролю ефективності лікування та виявлення будь-яких відхилень у функціонуванні печінки.

## Призначення
Основною метою тестування функції печінки є надання всебічної інформації про функцію печінки та виявлення будь-яких потенційних захворювань або порушень функції печінки. Ці тести допомагають медичним працівникам оцінити загальний стан печінки та визначити основну причину симптомів, пов'язаних з печінкою.

## Поширені тести функції печінки
Існує кілька поширених тестів функції печінки, які часто виконуються:

### Аланінамінотрансфераза (АЛТ)
Аланінамінотрансфераза (АЛТ) є ферментом, який переважно знаходиться у клітинах печінки. Збільшені рівні АЛТ в крові можуть свідчити про ушкодження або травму печінки. АЛТ часто використовується як показник захворювань печінки, таких як гепатит або цироз. Він також корисний для моніторингу ефективності лікування печінкових захворювань.  

### Аспартатамінотрансфераза (АСТ)
Аспартатамінотрансфераза (АСТ) є ферментом, який присутній у різних тканинах, включаючи печінку. Підвищені рівні АСТ можуть свідчити про захворювання або ушкодження печінки. АСТ також може збільшуватися при ураженні серця або скелетних м'язів. Вимірювання рівня АСТ допомагає встановити діагноз і визначити ступінь ушкодження печінки.  

### Білірубін
Білірубін — це жовтий пігмент, що утворюється при розпаді червоних кров'яних клітин. Підвищені рівні білірубіну можуть свідчити про дисфункцію печінки або забруднення жовчних протоків. Вимірювання рівня білірубіну зазвичай включається до складу тестів функції печінки для оцінки здоров'я печінки та діагностики станів, таких як жовтяниця, гепатит або жовчні камені.  

### Сироватковий альбумін
Сироватковий альбумін — це основний білок, який виробляється печінкою. Знижені рівні сироваткового альбуміну можуть вказувати на пошкодження або недостатню функцію печінки. Вимірювання рівня сироваткового альбуміну може бути корисним для оцінки функції печінки та виявлення станів, таких як цироз печінки або протективний ефект від терапії.  